# Bogotá Fútbol Club
Maillots
Dernière mise à jour : 24 mai 2013.
Le Bogota Fútbol Club est un club colombien de football, basé à Bogota. Le club évolue en Primera B (deuxième division).